# Турска на Зимским олимпијским играма 1994.
Турској је ово било једанаесто учешће на Зимским олимпијским играма. На Олимпијским играма 1994. у Лилехамеру у Норнешкој учествовала је са једним скијашем, који се такмичио у скијашком трчању.
На свечаном отварању заставу Турске носио је једини такмичар Митхат Јилдирим.
Турски олимпијски тим је остао у групи екипа које нису освајале медаље на Зимским олимпијским играма.

## Учесници по спортовима
| Спорт           | Мушкарци | Жене | Укупно |
| --------------- | -------- | ---- | ------ |
| Скијашко трчање | 1        | 0    | 1      |
| Укупно(1)       | 1        | 0    | 1      |

## Скијашко трчање

### Мушкарци
| Такмичар        | Дисциплина     | Финале  | Финале    | Финале      |
| Такмичар        | Дисциплина     | Време   | Заостатак | Место/учес. |
| --------------- | -------------- | ------- | --------- | ----------- |
| Митхат Јилдирим | 10 км слободно | 32:34,8 | 5:06,3    | 87 / 88     |